# Ratibořice

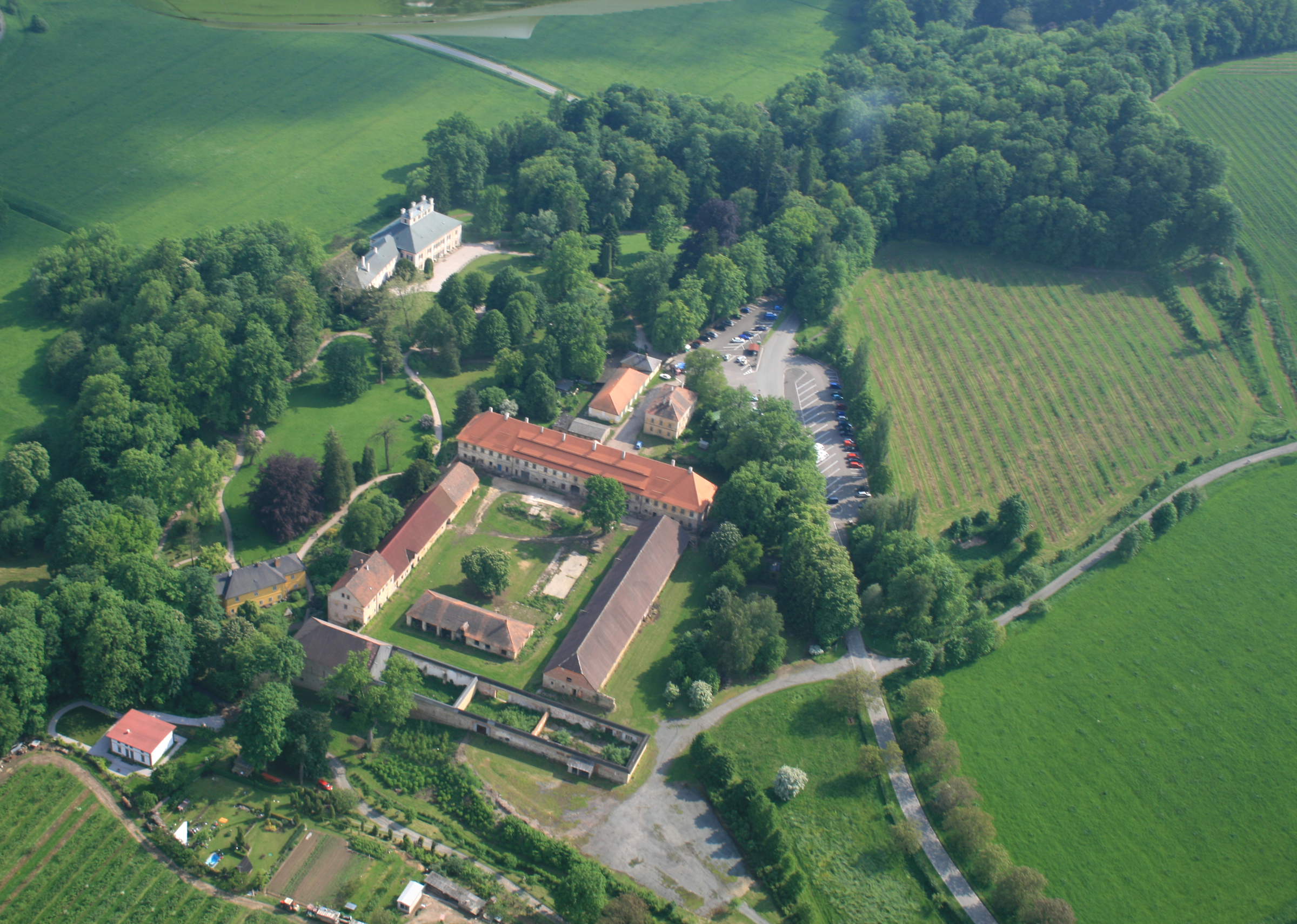
Pałac w Ratibořicach

Ratibořice – część miasta Česká Skalice w Czechach.
Ratibořice związane są z czeską pisarką Boženą Němcovą. Znajduje się tu pałac zbudowany na polecenie Wawrzyńca Piccolomini w latach 1702-1712, przebudowany dla Wilhelminy żagańskiej 1810-1812 w stylu empire. W 1813 r. odbyła się w nim narada koalicji antynapoleońskiej z udziałem księcia Klemensa Metternicha i cara Aleksandra I.
W 1864 r. urodziła się tu córka władającego państwem nachodzkim Wilhelma zu Schaumburg-Lippe, Charlotte (1864-1946), która po wyjściu za mąż za Wilhelma II Wirtemberskiego (1848-1921) została ostatnią królową Wirtembergii.